# Воротарська маска
Воротарська маска — маска, яка вдягаєтся на голову хокейними воротарями для захисту обличчя.

## Історія винайдення
В 1929 році гравець канадського клубу «Монреаль Канадієнс» Клінт Бенедикт вперше вийшов на лід у масці. В міжнародному турнірі вперше хокейна воротарська маска була застосована у 1936 році у Берліні японським воротарем Танакою Хоїмою.
Також відомо, що гравець першого хокейного клубу в Україні СТ «Україна» Микола Скрипій на прізвисько «Тигрис» в 30-і роки використовував маску зроблену з польського військового шолома та дротяної сітки. Один з гравців клубу, Омелян Бучацький, який у повоєнний час мешкав у Австралії і там похований, залишив спогад про першу воротарську маску, яку змайстрував і почав використовувати голкіпер «України» Микола Скрипій: «Наша команда мала найкращого воротаря Львова, якого польські клуби не раз позичали у нас для міжнародних матчів. Микола Скрипій, якого ми називали „Тигрис“, за його звитяжність і відвагу, був, мабуть, перший у світі хокейний воротар, який сам зробив для себе охоронний шолом з примітивною дротяною сіткою на обличчя. Це сталося після того, як в одній грі кружок (тепер — шайба) несподівано потрапив йому в обличчя, після чого Микола виплюнув на лід кілька вибитих зубів. Ми завмерли, а він замість тих зубів поклав собі до писка трохи льоду для замороження болю і був готовий грати далі. А до наступної гри приготував собі ту маску».
2 листопада 1959 відомий хокейний воротар Жак Плант з «Монреаль Канадієнс» після того, як шайба, кинута гравцем «Нью-Йорк Рейнджерс» Енді Батгейтом, в черговий раз потрапляє йому в обличчя, покинув лід і після накладення семи швів повернувся на майданчик в масці, яку виготовив сам з фібергласу і гуми. Плант не першим використав маску, але саме він зробив маску обов'язковою частиною спорядження хокейного воротаря. Незабаром всі воротарі стали виходити на лід у масках.